# Michel Grain
Michel Grain (* 6. Oktober 1942 in Saint-Georges-lès-Baillargeaux) ist ein ehemaliger französischer Radrennfahrer.

## Sportliche Laufbahn
Als Amateur gewann er 1962 zwei Etappen der Route de France und wurde hinter Peter Crinnion Zweiter der Gesamtwertung. Dazu kam der Sieg in der Tour des 12 cantons in der Schweiz. In der Saison 1963 war er in Etappen der Tour d’Eure-et-Loir, Grand Prix de l’Économique und Trois Jours du Loir-et-Cher siegreich.
1964 wurde er Berufsfahrer im Radsportteam Saint-Raphaël und blieb bis 1970 als Radprofi aktiv. Sein bedeutendster Erfolg als Profi war der Gewinn des Etappenrennens Grand Prix Midi Libre 1967 mit einem Etappensieg. Weitere Siege holte Grain im Boucles du Bas-Limousin, im Circuit de la Vienne 1966 und in einigen französischen Kriterien. 1965 wurde er Zweiter im Grand Prix d’Antibes hinter Paul Gutty und 1967 Dritter im Boucles de la Seine.
Grain bestritt alle Grand Tours. 1965 war er mit seinem Team im Mannschaftszeitfahren der Tour de France erfolgreich.

## Grand-Tour-Platzierungen
| Grand Tour            | 1964 | 1965 | 1966 | 1967 | 1968 | 1969 | 1970 |
| --------------------- | ---- | ---- | ---- | ---- | ---- | ---- | ---- |
| Vuelta a EspañaVuelta | –    | 20   | –    | –    | 37   | –    | –    |
| Giro d’ItaliaGiro     | 48   | –    |      | DNF  | –    | –    | –    |
| Tour de FranceTour    | –    | 83   | 66   | 39   | –    | –    | DNF  |